# Christian Julius de Meza
Christian Julius de Meza (14 de enero de 1792 a 16 de septiembre de 1865) fue un militar danés, comandante del ejército de este país durante la Guerra de los Ducados en 1864. De Meza fue el responsable de la retirada del ejército danés del Danevirke, la línea defensiva construida contra Prusia. Este fue un suceso que conmocionó a la opinión pública de su país y que provocó su pérdida de la jefatura del ejército.
De Meza era de origen sefardí, había participado en la Primera Guerra de Schleswig, en la que jugó un importante papel en la victoria de Dinamarca en la Batalla de Isted en 1850, que fue en su momento la batalla más grande de la historia escandinava.
En 1864, De Meza fue nombrado comandante supremo de las fuerzas armadas, con el objetivo de defender la frontera danesa contra el ejército de Prusia y Austria, que contaba con muchas mayores fuerzas. De Meza estimó que su ejército se enfrentaba a una derrota segura y a una pérdida sin sentido de vidas, y así en la noche del 5 de febrero de 1864, envió un telegrama al Ministerio de la Guerra que indicaba que desde el día anterior el ejército estaba preparando la retirada a una posición a la altura de la población de Dybbøl. Posteriormente cerró la línea telegráfica para evitar que su solicitud fuera anulada.
Esta retirada produjo una gran indignación en el gabinete que lo relevó de manera inmediata, el 7 de febrero, a pesar de que el ejército se encontraba en el punto más crítico de la reorganización de las defensas en Dybbøl. El cese oficial se produjo el 28 de febrero y, aunque se le hizo retomar su cargo de general el 5 de agosto, no volvió a participar en la guerra de nuevo. Desde una mirada retrospectiva, la retirada se llevó a cabo con gran habilidad y aunque parte de las piezas de artillería se quedaron atrás, el ejército danés llegó, en general, en buen estado a su nueva posición. Los historiadores han argumentado que si el ejército no se hubiera retirado, la  Dannevirke habría sido rebasada e incluso la comisión nombrada por el gabinete para investigar y documentar las razones para la retirada de Dannevirke absolvió a de Meza por completo, en un informe emitido el 10 de marzo de 1864, en el que culpaba al Ministerio de la Guerra por la falta de preparación y la negligencia ejercida. De Meza murió algunos meses después del final de la guerra.